# Kenganahalli, Arsikere
Kenganahalli là một làng thuộc tehsil Arsikere, huyện Hassan, bang Karnataka, Ấn Độ.